# Nuoto di fondo ai campionati europei di nuoto 2020 - 25 km femminili
La gara dei 25 km in acque libere femminile si è svolta il 16 maggio 2021 presso il Lago Lupa a Budakalász, a nord di Budapest, in Ungheria. Hanno preso parte alla competizione 15 nuotatori. La gara si è svolta in concomitanza con la gara maschile.

## Medaglie
| Posizione | Atleti           | Paese    |
| --------- | ---------------- | -------- |
| Oro       | Lea Boy          | Germania |
| Argento   | Lara Grangeon    | Francia  |
| Bronzo    | Barbara Pozzobon | Italia   |

## Risultati
La gara ha avuto inizio alle 9:35 (UTC+1 ora locale).
| Pos.    | Atleta             | Nazionalità | Tempo     |
| ------- | ------------------ | ----------- | --------- |
| Oro     | Lea Boy            | Germania    | 4:53:57.0 |
| Argento | Lara Grangeon      | Francia     | 4:54:58.4 |
| Bronzo  | Barbara Pozzobon   | Italia      | 4:54:58.7 |
| 4       | Kata Sömenek Onon  | Ungheria    | 4:55:01.8 |
| 5       | Ekaterina Sorokina | Russia      | 4:57:05.7 |
| 6       | Elea Linka         | Germania    | 4:57:07.6 |
| 7       | Sofia Kolesnikova  | Russia      | 4:57:16.5 |
| 8       | Luca Vas           | Ungheria    | 4:59:59.5 |
| 9       | Veronica Santoni   | Italia      | 5:00:27.4 |
| 10      | Johanna Enkner     | Austria     | 5:01:13.1 |
| 11      | Mariia Novikova    | Russia      | 5:02:39.6 |
| dnf     | Océane Cassignol   | Francia     | dnf       |
| dnf     | Anna Olasz         | Ungheria    | dnf       |
| dnf     | Jeannette Spiwoks  | Germania    | dnf       |
| dnf     | Lenka Štěrbová     | Rep. Ceca   | dnf       |